# Sofi Bonde
Sofie Birgitta Marie (Sofi) Bonde, född 17 november 1976 i Göteborg, är en svensk singer-songwriter. Hon har gjort låtar till amerikanska TV-serier som Entourage, Vampire Diaries, 90210, The Hills, The City och Melrose Place samt filmen When In Rome.

## Biografi
Bonde föddes i Göteborg men flyttade som åttaåring till Stockholm. 1996 spelade hon in sin första demo i Paris men kom snart hem till Stockholm där hon fick skivkontrakt med Independent Records/Bonniers. År 2001 släpptes hennes första album One. Låtskrivaren Steve Mac producerade spåren "Back in your arms", "Hey boy" och den första singeln "Little things" som toppade på Sveriges Radio P4 tre månader sommaren 2000. Efter samarbetet med Steve Mac fick hon ett förlagsavtal och flyttade till London för att fortsätta utvecklas som låtskrivare.
Bonde reste ofta till USA för att samarbeta med amerikanska låtskrivare. År 2003 flyttade hon dit i samband med att hon ingick äktenskap och 2006 släpptes Bondes andra album Fighting gravity. De nya låtarna uppmärksammades i Los Angeles och hennes låtar blev placerade i TV-serier som The Hills, The City och Newport Harbor. Atlantic Records erbjöd henne ett skivkontrakt, men hon återvände 2011 till Sverige. I Stockholm inspirerades hon av svensk electropop och började skriva nytt material tillsammans med producenten och låtskrivaren Kim Wennerström som hon även arbetat tillsammans med under USA-tiden. Resultatet av samarbetet blev albumet Heart Machine Service.
Hon har samarbetat med producenter och låtskrivare i Stockholm, London, New York och Los Angeles. Hon bor i Stockholm men skriver fortfarande låtar för den amerikanska marknaden, senast till Netflix och serien Greenhouse Academys samtliga tre säsonger.
Hon gifte sig 2003 med låtskrivaren Eric J. Dubowsky men de har senare skilt sig.

## Diskografi
- One (2001)
- Fighting Gravity (2006)
- Heart Machine Service EP (2014)
- Angels Above, Home For Christmas (2020)
- On Fire, Inside Out (2021)

### Låtar
- All Up To Me - Princess Diaries MTV trailer (2008)
- Defense - The Hills (2009)
- Fallout - The Hills (2007), Vampire Diaries (2009)
- Heart Bling - When In Rome, Tough Love (2009), The Hills (2009), NBC’s The Chase, The Beautiful Life (2009)
- LA - Melrose Place (2009)
- Never Give Up – The City, The Hills, ABC’s promos for Secret Millionaire
- Nobody - The Hills (2009)
- Nothing's Wrong - The City (2009)
- Out Of Space – What Chilli Wants, The Hills (2008)
- Pick Me Up - The Hills (2009)
- Questions - The City (2009)
- Shade Of Grey – Fly Girls, The City(2009)
- See Through - More To Love (8/11 and 9/8/09), Legendary (2009), The City (2009)
- Slowly - Melrose Place (2009), The Hills (2008)
- Sweet Love Honey - Celebrity Circus (2008)
- Shadows - Paranormal State (2008)
- Thing for You - Newport Harbor (2008)
- Win Some Day - "Entourage" (12/2010), 90210 (2010)
- It's For Us - Greenhouse Academy (2017)
- Know That I - Greenhouse Academy (2017)
- Hollywood Hills - Greenhouse Academy (2017, 2018), Lyckligare kan ingen vara (2018)
- Tylenol - Greenhouse Academy (2018)
- What Kind Of Love - Greenhouse Academy (2018)
- Play You Cool - Greenhouse Academy (2018)
- Chevy Chase - Greenhouse Academy (2019)
- In An Ambulance - Greenhouse Academy (2019)